# 쁘렝땅백화점
쁘렝땅백화점(Printemps Department Store)은 동아백화점이 프랑스 프랭탕과 사업 계약을 맺고 서울특별시 중구 삼일대로 363(현 장교빌딩)에 영업을 했던 백화점이다. 그러나 사업 부진으로 1997년에 최종 부도 처리되어 건물은 경매에 넘어가고 서울지방고용노동청에 건물을 일부 매각했다.

## 연혁
- 1988년 9월 1일 : 개업
- 1997년~1998년 : 최종부도. 건물 경매 처분되어 화성산업에 매각.
- 2006년 : 화성산업이 백화점 건물을 서울지방고용노동청에 매각

## 같이 보기
- 프랭탕
- 케링